# Movistar Team (feminino)
O Movistar Team (Código UCI: MOV) é uma equipa ciclista feminino de Espanha de categoria UCI Women's WorldTeam, máxima categoria feminina do ciclismo de estrada a nível mundial.

## História
O impulso da corporação espanhola Telefónica e Abarca Sports, uniram esforços para que a partir do ano 2018 a equipa filial Movistar Team tenha também participação com uma equipa de ciclismo feminino. A finalidade é apoiar ao ciclismo de femininas no país de Espanha e que aposta por dotar às ciclistas espanholas dos melhores meios desportivos para competir no pelotão internacional, contando com os mesmos materiais que a equipa masculina.
Movistar colaborará ademais com a Real Federação Espanhola de Ciclismo em diferentes projectos de apoio à base e alavancagem do desporto feminino, com o objectivo de chegar às 1,9 milhões de espanholas que o praticam em algum momento do ano.

## Material ciclista
A equipa utiliza bicicletas Canyon e componentes SRAM

## Classificações UCI
As classificações da equipa e do seu ciclista mais destacada são as seguintes:
| Temporada | Classificação por equipas | Melhor corredora    | Posição |
| 2018      | 10.º                      | Małgorzata Jasińska | 21.ª    |
| 2019      | 13.º                      | Mavi García         | 32.ª    |
| 2020      | 16.º                      | Katrine Aalerud     | 52.ª    |

## Palmarés
Para anos anteriores veja-se: Palmarés do Movistar Team Women.

### Palmarés 2021

#### UCI WorldTour Feminino
| Datas      | Corridas         | Ganhadora            |
| 4 de abril | Volta à Flandres | Annemiek van Vleuten |

#### UCI ProSeries
| Datas      | Corridas                               | Ganhadora      |
| 1 de maio  | 1.ª etapa do Festival Elsy Jacobs      | Emma Norsgaard |
| 2 de maio  | 2.ª etapa do Festival Elsy Jacobs      | Emma Norsgaard |
| 2 de maio  | Festival Elsy Jacobs                   | Emma Norsgaard |
| 25 de maio | 1.ª etapa do Tour de Turingia feminino | Emma Norsgaard |
| 7 de julho | 6.ª etapa do Giro de Itália Feminino   | Emma Norsgaard |

#### Calendário UCI Feminino
| Datas       | Corridas                                 | Ganhadora            |
| 31 de março | Através de Flandres                      | Annemiek van Vleuten |
| 6 de maio   | 1.ª etapa da Setmana Ciclista Valenciana | Annemiek van Vleuten |
| 9 de maio   | Setmana Ciclista Valenciana              | Annemiek van Vleuten |
| 13 de maio  | Emakumeen Nafarroako Klasikoa            | Annemiek van Vleuten |

#### Campeonatos nacionais
| Datas       | Corridas                                     | Ganhadora       |
| 17 de junho | Campeonato da Dinamarca Contrarrelógio (CRI) | Emma Norsgaard  |
| 17 de junho | Campeonato da Noruega Contrarrelógio (CRI)   | Katrine Aalerud |
| 20 de junho | Campeonato da Sérvia em Estrada              | Jelena Erić     |

## Modelos
Para anos anteriores, veja-se Elencos do Movistar Team Women

### Elenco de 2021
| Integrantes da equipe 2021 | Integrantes da equipe 2021 | Integrantes da equipe 2021                | Integrantes da equipe 2021 |
| Ciclista                   | Data de nascimento         | Equipe anterior                           |                            |
| -------------------------- | -------------------------- | ----------------------------------------- | -------------------------- |
| Katrine Aalerud            | 4 dezembro 1994            | Virtu Cycling Women (2019)                |                            |
| Aude Biannic               | 27 março 1991              | FDJ-Nouvelle Aquitaine-Futuroscope (2017) |                            |
| Jelena Erić                | 15 janeiro 1996            | Alé Cipollini (2019)                      |                            |
| Alicia González Blanco     | 27 maio 1995               | Lointek (2017)                            |                            |
| Barbara Guarischi          | 10 fevereiro 1990          | Virtu Cycling Women (2019)                |                            |
| Sheyla Gutiérrez           | 1 janeiro 1994             | Cylance (2018)                            |                            |
| Sara Martín Martín         | 22 março 1999              | Sopela Women's Team (2020)                |                            |
| Emma Norsgaard             | 26 julho 1999              | Bigla-Katusha (2020)                      |                            |
| Lourdes Oyarbide           | 8 abril 1994               | Bizkaia-Durango (2017)                    |                            |
| Paula Patiño               | 29 março 1997              | World Cycling Centre (2018)               |                            |
| Gloria Rodríguez Sánchez   | 6 março 1992               | Lointek (2017)                            |                            |
| Alba Teruel Ribes          | 17 agosto 1996             | Lointek (2017)                            |                            |
| Leah Thomas                | 30 maio 1989               | Bigla-Katusha (2020)                      |                            |
| Annemiek van Vleuten       | 8 outubro 1982             | Mitchelton-Scott (2020)                   |                            |
|                            |                            |                                           |                            |
| Fonte: ProCyclingStats     |                            |                                           |                            |